# Лефевр, Анри (борец)
Анри Шарль Лефевр (фр. Henri Charles Lefèbvre, 19 декабря 1905, Сюрен, Франция  — 11 июня 1970, Марли-ле-Руа, Франция); —  французский борец вольного стиля, бронзовый призёр Олимпийских игр  

## Биография
На Летних Олимпийских играх 1928 года в Антверпене боролся в весовой категории до 87 килограммов (полутяжёлый вес). На этих играх был введён регламент, в соответствии с которым борец получал в схватках штрафные баллы. Набравший 5 штрафных баллов спортсмен выбывал из турнира. Турнир проводился по системе Бергваля. В полутяжёлом весе борьбу вели всего 7 борцов
Анри Лефевр в первой же встрече потерпел поражение Арнольда Бёли и выбыл в турнир за второе место. После поражения Бёли в следующем круге, Анри Лефевр выбыл в турнир за третье место. В турнире за третье место победил американца Хейвуда Эдвардса, который прошёл в турнире путь до финала, там проиграл во встрече за «золото», затем за «серебро» и в этой схватке за «бронзу». 
См. таблицу турнира